# Bislett stadion
Bislett stadion er en idrætsarena i Oslo. Arenaen er mest kendt som arrangør af atletikstævnet Bislett Games som er en af Golden League-stævnerne. Arenaen bruges bl.a. til atletik, hurtigløb på skøjter, bandy og fodbold. Over 50 verdensrekorder i atletik er blevet slået på Bislett samt 14 i hurtigløb på skøjter. Den første arena blev bygget i 1917 og i 2004 blev hele den gamle arena revet ned for at en ny skulle bygges. Nye Bislett Stadion stod færdig til Golden League 2005. Der er plads til 15.400 tilskuere til idræt.
Den 14. februar 1952 startede Vinter-OL 1952 på Bislett stadion. Det var Prinsesse Ragnhild af Norge, der erklærede legene for åbnede.
Stadionen bruges også til koncerter med 17.000 sidepladser (9.000 på tribunen og 8.000 på banen).
Nye Bislett Stadion er tegnet af arkitektvirksomheden C.F. Møller.

## Priser
- 2006 National Building Quality Award, honourable mention, Norway
- 2005 Building of the Year, 2005.